# Blackbolbus orarius
Blackbolbus orarius är en skalbaggsart som beskrevs av Henry Fuller Howden 1993. Blackbolbus orarius ingår i släktet Blackbolbus och familjen Bolboceratidae. Inga underarter finns listade.